# Покотилов Олексій Дмитрович
Олексій Дмитрович Покотілов (1879–1904) — революціонер, член партії есерів та її бойової організації, терорист, учасник замаху на міністра внутрішніх справ В'ячеслава Плеве, загинув внаслідок вибуху, коли працював з вибухівкою.

## Біографія
Олексій Покотілов народився 1879 року у сім'ї спадкового дворянина, архітектора і інженера, генерал-майора царської армії Дмитра Вікторовича Покотілова (1842—1899). Мати Олександра Павлівна Покотілова (Роше) (1851—1887) — померла в ранньому віці в Ялті, швидше за все від чахотки.
Його брат Покотилов Дмитро Дмитрович (1865—1908) — російський дипломат і підприємець, дійсний статський радник (1900), посол у Китаї.
Сестра Олександра Дмитрівна (1871—1940) стала дружиною помічника міністра фінансів Романова.
1901 року Покотилов брав участь у демонстрації біля Казанського собору в Петербурзі, за що був виключений з університету і висланий зі столиці під нагляд поліції терміном на два роки. Олексій Покотілов був студентом Київському університету. Поживши деякий час у Полтаві, втік за кордон.

## Бойова організація
Скоріш за все, в Женеві Олексій Покотілов вступив до партії есерів, а згодом і до її бойової організації. Він був особисто знайомий із Степаном Балмашовим, який вбив міністра внутрішніх справ Сіпягіна. Також відомо, що саме Покотілов залучив до терористичної групи свою подругу Дору Брілліант.
Керівник бойової організації есерів Борис Савінков залучив Покотилова, Єгора Созонова та Максиміліана Швейцера до підготовки замаху на міністра внутрішніх справ Російської Імперії В'ячеслава Плеве. З цією метою були задіяні дві таємні майстерні у Франції та Швейцарії . Майстерня у Франції була ліквідована, оскільки тамтешня поліція вийшла на її слід, а весь вироблений в ній динаміт був утоплений у морі, а та, яка знаходилася під Женевою у Швейцарії, вибухнула, постраждав хазяїн майстерні. У другому випадку вироблений динаміт був врятований і зберігався на конспіративних квартирах Дори Брілліант та Лева Зільберберга. Останній же разом із Покотіловим випробовували в лісах під Женевою виготовлені бомби, внаслідок вибухів вони ледь не загинули.
На початку 1904 року безпосередні виконавці вбивства Плеве (Созонов, Покотілов та Швейцер) під чужими іменами приїхали до Росії. Созонов поїхав до Твері, щоб купити там коня і дрожки («прольотку»), Покотілов і Швейцер везли з собою динаміт і поїхали безпосередньо до Петербурга .
|                                                   | Покотилов жив у готелі "Париж", що на Тверській. Я викликав його листом, з проханням увечері приїхати до заміського ресторану "Яр". В "Ярі" я насилу впізнав його. Замість типового женевського емігранта, я побачив багатого російського пана з блідим обличчям і довгою кучерявою золотистою бородою. Навіть екземи, на яку він страждав, не було видно. Цього вечора він розповів мені свою біографію. — Знаєте, я хотів убити Боголєпова, Карпович попередив мене... Потім — Балмашов... Я сказав, що я більше не можу чекати, що перший замах — мені. Приїжджав до Полтави Гершуні. Було вирішено: Оболенського я вб'ю. Я й готувався до цього... Раптом дізнаюся, що не я, а Качура... Качура — робітник, йому віддали перевагу. Він стріляв, а не я... Ось тепер Плеве. Я не поступлюсь нікому. Перша бомба – мені. Я чекав надто довго. Я маю на це право. |
| — http://az.lib.ru/s/sawinkow_b_w/text_0010.shtml | |

18 березня 1904 року Покотілов у складі групи спробував особисто вбити Плеве, але замах провалився через те, що член групи Абрам Боришанський, запідозривши стеження, залишив місце проведення операції.
Наприкінці березня 1904 року Покотілов особисто зустрівся з Євно Азефом, і запевнив його, що нічого страшного не сталося, і все пройде за планом. Азеф погодився дати Покотілову ще один шанс. У разі невдачі другого замаху Азеф викликав би з Києва решту членів бойової організації, і спільними зусиллями операцію з ліквідації Плеве все ж таки було б завершено.
31 березня 1904 року Олексій Покотілов, що повернувся до Санкт-Петербурга, зняв номер у готелі «Північний», почав працювати з вибуховими пристроями. Внаслідок його дій сталася детонація, і він загинув на місці. За рік його долю повторив М. Швейцер.

### В кіно
Згадується в серіалі "Імперія під ударом" (2000, РФ), герой - один з найрадикальніших терористів, грає Покотилова Андрій Федорцов.